# Merck-Dahlie
Die Merck-Dahlie (Dahlia merckii) ist eine Pflanzenart aus der Gattung der Dahlien (Dahlia) in der Familie der Korbblütler (Asteraceae). Sie ist nach dem Hamburger Senator und Pflanzenliebhaber Heinrich Johann Merck (1770–1853) benannt.

## Merkmale
Die Merck-Dahlie ist eine ausdauernde krautige Pflanze mit einem Rhizom und Knollenwurzeln, die Wuchshöhen von 40 bis 90 Zentimeter erreicht. Die Pflanze ist kahl. Der Stängel ist vom Grund reich und locker ausgebreitet verzweigt. Die Laubblätter sind einfach bis doppelt gefiedert. Die Blättchen messen 2 bis 5 × 1 bis 3 Zentimeter. 
Die zahlreichen körbchenförmigen Blütenstände weisen einen Durchmesser von 5 bis 7 Zentimeter auf und befinden sich auf 5 bis 30 Zentimeter langen, verzweigten Stielen. Die äußeren Hüllblätter sind linealisch. Die Zungenblüten sind 2 bis 3 Zentimeter lang, weiß oder hellviolett gefärbt und haben 3 Zähne.
Die Blütezeit reicht von Juli bis Oktober.

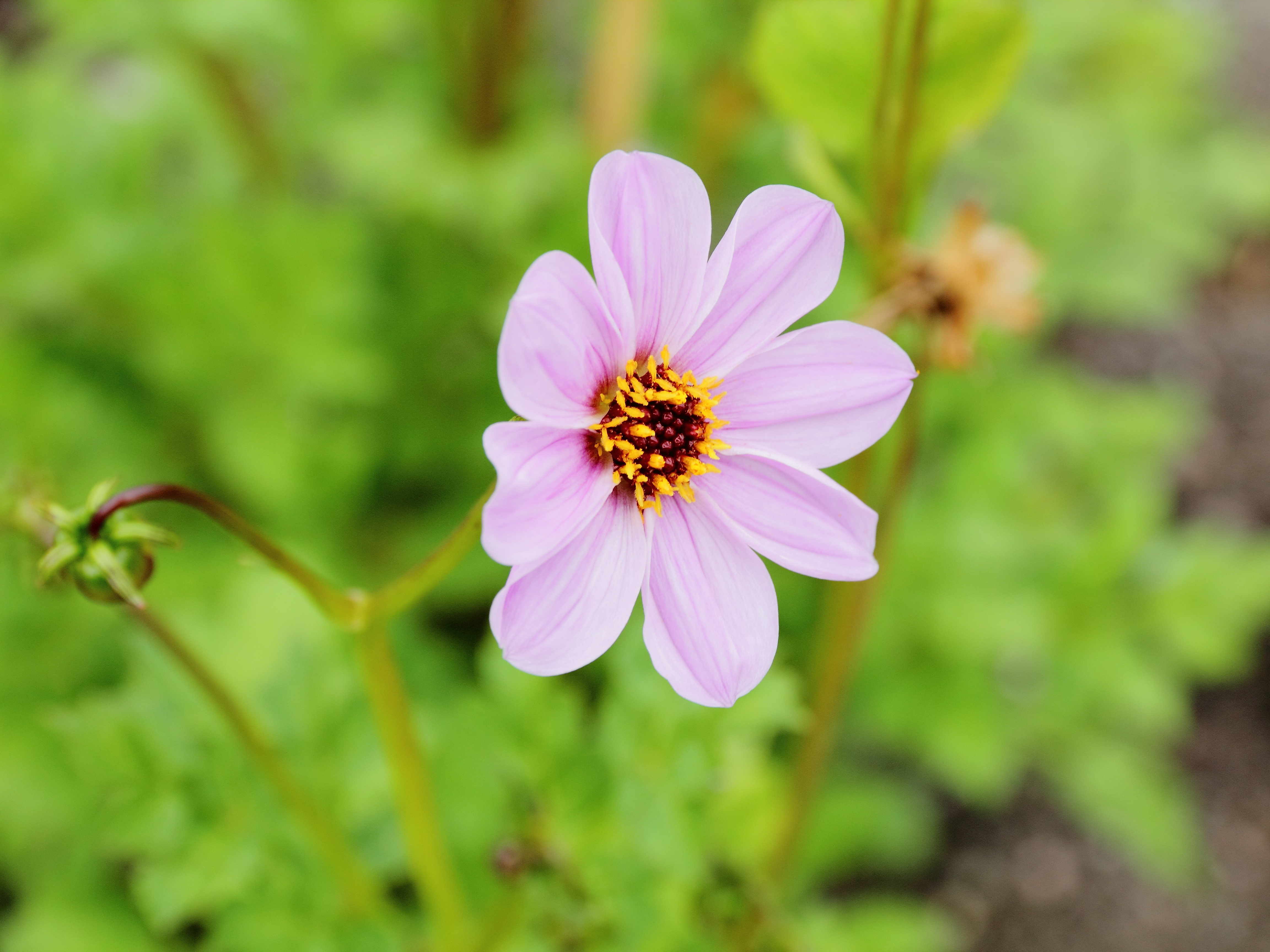
Blütenkorb

Die Chromosomenzahl ist 2n = 36.

## Vorkommen
Die Merck-Dahlie kommt in Mexiko von den Bundesstaaten San Luis Potosí bis Guerrero und Veracruz vor.

## Nutzung
Die Merck-Dahlie wird selten als Zierpflanze in Rabatten und Staudenbeeten genutzt. Sie ist seit spätestens 1840 in Kultur.